# Jochanan Bader

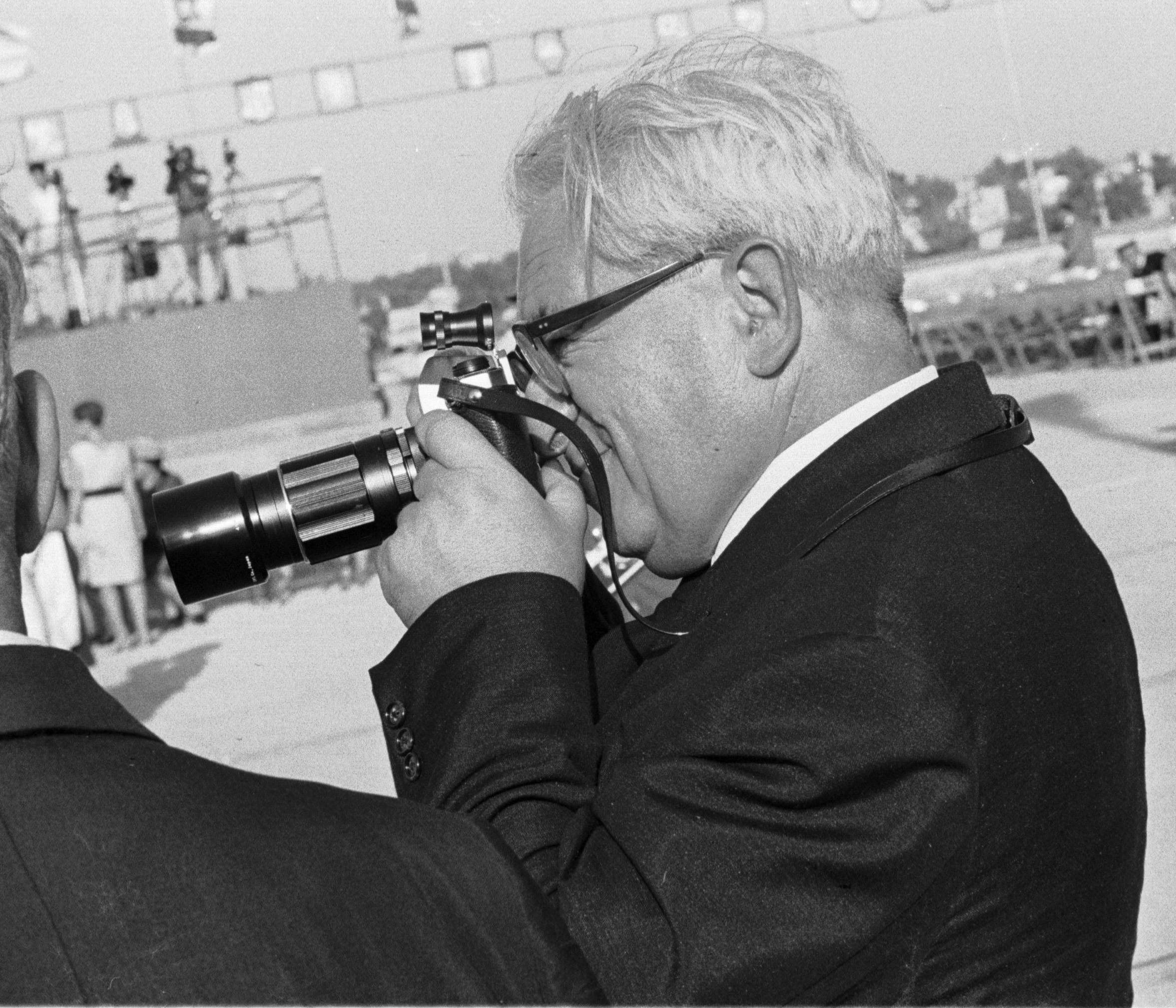
Jochanan Bader podczas uroczystości otwarcia nowego budynku Knesetu

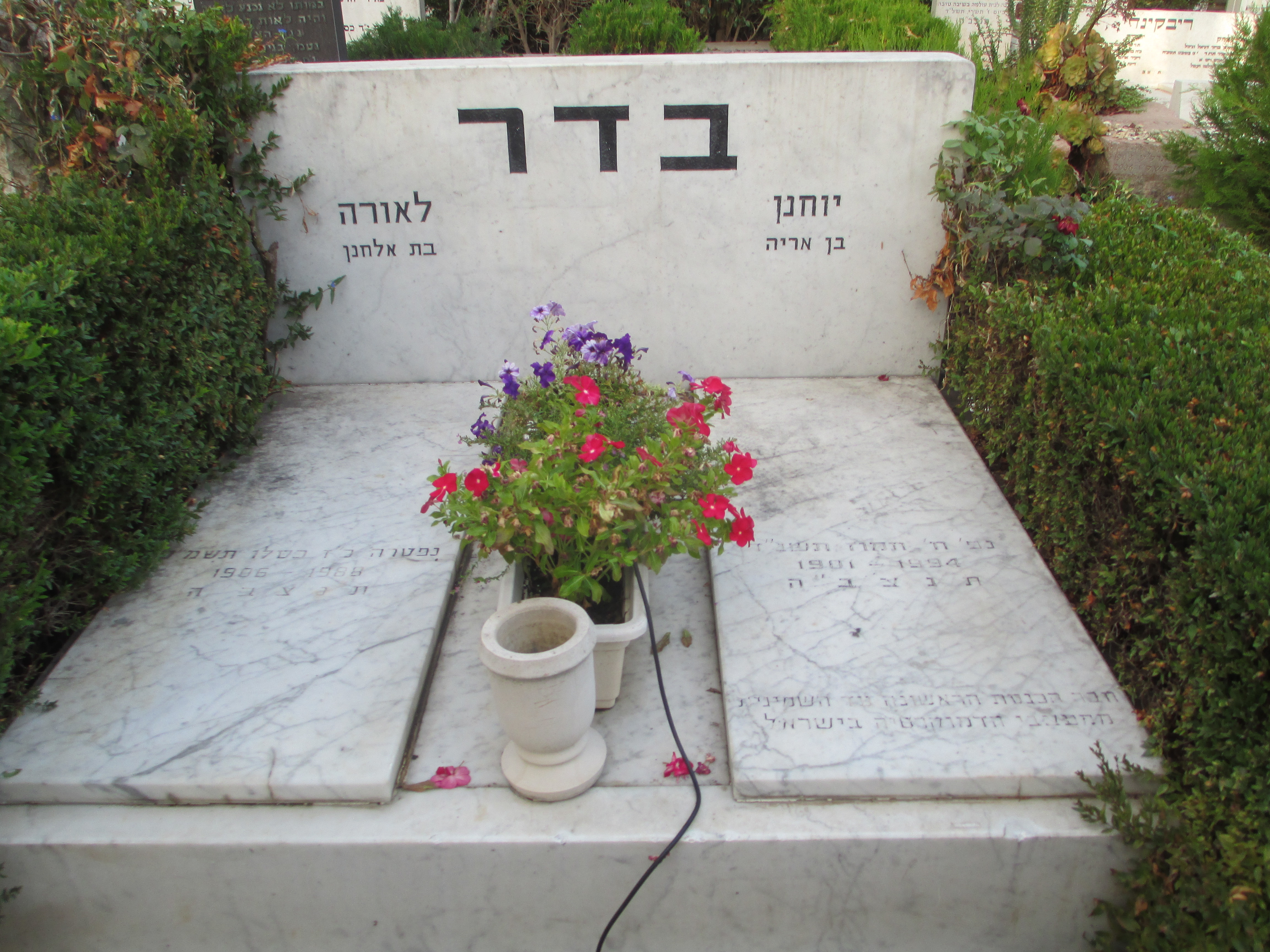
Grób Jochanana Badera i jego żony na cmentarzu Nachalat Jicchak w Tel Awiwie

Jochanan Bader, Jan Bader (hebr.: יוחנן בדר, ang.: Yohanan Bader, ur. 19 sierpnia 1901 w Krakowie, zm. 16 czerwca 1994 w Ramat Ganie) – polski i izraelski prawnik, dziennikarz i polityk, w latach 1949–1977 poseł do Knesetu z list ugrupowań prawicowych Herutu, Gahalu i Likudu. Doktor nauk prawnych, współautor metody Badera-Ofera – stosowanej od 1973 do podziału mandatów pomiędzy izraelskim partiami wyborczymi, które przekroczyły próg wyborczy.

## Życiorys
Urodził się 9 sierpnia 1901 w Krakowie, należącym wówczas do Austro-Węgier jako Jan Bader.

### W Polsce
Uczęszczał do krakowskiego państwowego gimnazjum, a następnie, w niepodległej już Polsce podjął studia prawnicze na Uniwersytecie Jagiellońskim, zakończone uzyskaniem doktoratu.
Od młodości działał w organizacjach syjonistycznych – był członkiem młodzieżowej organizacji Ha-Szomer Ha-Cair oraz Powszechnego Żydowskiego Związku Robotniczego na Litwie, w Polsce i Rosji (Bund). Od 1925 związany z nurtem rewizjonistycznego syjonizmu – przystąpił do Unii Syjonistów Rewizjonistów Ze’ewa Żabotyńskiego. Pracował jako prawnik, był także autorem tekstów, redaktorem, a przez pewien czas również redaktorem naczelnym polskojęzycznego tygodnika „Trybuna Narodowa”. Organ rewizjonizmu syjonistycznego wydawanego w Krakowie, Warszawie i Lwowie przez Unię Syjonistów Rewizjonistów Małopolski Zachodniej i Śląska (Brit ha-Cohar). Po odłączeniu się rewizjonistów od Organizacji Syjonistycznej i stworzeniu Nowej Organizacji Syjonistycznej został jednym z liderów partii obok Józefa Szofmana i Ja’akowa Kohena.

### II wojna światowa
Po wybuchu drugiej wojny światowej uciekł na wschód Polski i znalazł się na terenach zajętych przez Związek Radziecki. W 1940 został aresztowany i skazany na katorgę – trafił do łagru na północy ZSRR. W wyniku wejścia w życie układu Sikorski-Majski i ogłoszeniu amnestii dla obywateli polskich został zwolniony, a w sierpniu 1942 dołączył do Polskich Sił Zbrojnych w ZSRR generała Władysława Andersa. Wraz z Armią Andersa opuścił Związek Radziecki i przez Iran i Irak dotarł w grudniu 1943 do Palestyny, gdzie, jak wielu innych Żydów, opuścił polskie wojsko. Natychmiast przyłączył się do powstałej z inspiracji Żabotyńskiego organizacji paramilitarnej Irgun, którą dowodził w tym czasie Ja’akow Meridor. W 1945 został aresztowany przez władze brytyjskie i umieszczony w obozie na wzgórzu Latrun, gdzie pozostawał uwięziony do maja 1948.

### W Izraelu
Po wyjściu na wolność, w niepodległym już Izraelu, wraz z innymi członkami Irgunu i przedstawicielami nurtu rewizjonistycznego syjonizmu założył ruch Herut (pol. Wolność), którego przewodniczącym został Menachem Begin. Został także redaktorem naczelnym gazety „Cherut”, publikował również w innych pismach – „Hajom” (pol. Dziś) czy „Ma’ariw”.
W pierwszych wyborach parlamentarnych w Izraelu w 1949 z sukcesem kandydował z listy Herutu do izraelskiego parlamentu. W pierwszym Knesecie zasiadał w komisjach regulaminowej, konstytucyjnej oraz finansów. W wyborach w 1951 ponownie został wybrany posłem. W drugim Knesecie był członkiem komisji: konstytucyjnej, prawa i sprawiedliwości, spraw zagranicznych i obrony, finansów oraz interpelacji. W 1955 uzyskał reelekcję. W Knesecie trzeciej kadencji zasiadał w komisjach konstytucyjnej, prawa i sprawiedliwości, finansów oraz budownictwa. W latach 1957–1977 był rzecznikiem gospodarczym Herutu, a następnie Gahalu i Likudu. W wyborach w 1959 po raz czwarty zdobył mandat poselski, a w czwartym Knesecie zasiadał w komisjach finansów, budownictwa oraz spraw zagranicznych i obrony. W 1961 uzyskał reelekcję. W piątej kadencji Knesetu doszło do połączenia Herutu i Partii Liberalnej w Blok Herutu i Liberałów, zwany w skrócie Gahal. Bader był członkiem komisji finansów oraz spraw zagranicznych i obrony. W wyborach w 1965 startując z listy Gahalu kolejny raz zdobył mandat poselski, a w szóstym Knesecie zasiadał w komisji finansów. Z sukcesem kandydował także w wyborach w 1969, a w Knesecie siódmej kadencji zasiadał w komisjach spraw gospodarczych, finansów, interpelacji. Wraz z Awrahamem Oferem z Koalicji Pracy opracował metodę podziału mandatów pomiędzy izraelskimi partiami wyborczymi, które przekroczyły próg wyborczy. Była to lokalna wariacja metody D’Hondta, która weszła w życie od wyborów w 1973. Od nazwisk twórców nazywana jest metodą Badera-Ofera.
Przed wyborami w 1973 doszło do połączenia Gahalu i La’am (czyli sojuszu Wolnego Centrum, Listy Państwowej i pozaparlamentarnego Ruchu na rzecz Wielkiego Izraela) i powstania Likudu. Jochanan Bader po raz ósmy znalazł się w Knesecie, pozostał rzecznikiem gospodarczym ruchu, a w ósmym Knesecie kierował komisją kontroli państwowej i był członkiem komisji finansów. Nie kandydował w kolejnych wyborach, w których Likud odniósł sukces i po raz pierwszy w historii Izraela doszedł do władzy.
Podczas swojej kariery politycznej był także członkiem rady doradczej Banku Izraela. W 1979 opublikował w języku hebrajskim książkę „Kneset i ja”. Zmarł 16 czerwca 1994 w Izraelu, w Ramat Ganie.

## Życie prywatne
Był żonaty i miał dwoje dzieci.

## Upamiętnienie
Jego imieniem nazwane są ulice w Ramat Ganie i Beer Szewie.